# Europejski Rok Dialogu Międzykulturowego
Europejski Rok Dialogu Międzykulturowego (ERDM) – wspólna inicjatywa Komisji Europejskiej i krajów członkowskich Unii Europejskiej, powołana do życia przez Parlament Europejski na mocy decyzji z 18 grudnia 2006 roku. Rok 2008 został ogłoszony Europejskim Rokiem Dialogu Międzykulturowego, by promować tolerancję i wzajemny szacunek pomiędzy przedstawicielami różnych narodów, kultur i religii.  
Formuła „Europejskiego Roku” powstała w 1983 roku, który to rok ogłoszono Europejskim Rokiem Małych i Średnich Przedsiębiorstw oraz Rzemiosła. Od tamtego czasu, co roku Komisja Europejska wyznacza zagadnienia, którym poświęcone będą kolejne lata. Ich zadaniem jest zwiększenie świadomości społecznej na problemy społeczeństwa

## Cele
Głównymi celami Europejskiego Roku Dialogu Międzykulturowego 2008 są:
- poszanowanie i promocja różnorodności kulturowej
- promowanie dialogu i lepszego zrozumienia w celu zapewnienia równych szans wszystkim mieszkańcom UE
- przeciwdziałanie dyskryminacji
- wspieranie europejskiej idei solidarności i sprawiedliwości społecznej
- budowa relacji partnerskich z państwami członkowskimi i krajami spoza UE

## Działania w ramach Roku
Obchody ERDM odbywają się we wszystkich krajach członkowskich Unii. Na poziomie europejskim realizowanych jest 7 projektów sztandarowych wyłonionych podczas konkursu, koordynowanych przez Dyrekcję Generalną ds. Edukacji i Kultury w Komisji Europejskiej, oraz konkurs fotograficzny „Kultury na mojej ulicy” oraz „Debaty Brukselskie”. 
Poza tym w poszczególnych państwach organizowane są liczne wydarzenia krajowe, m.in. warsztaty, badania naukowe, konferencje, festiwale, spotkania z młodzieżą itp., organizowane we współpracy z organizacjami pozarządowymi i partnerami społecznymi.
Promocję idei dialogu wspierają także specjalnie do tego wybrani europejscy i krajowi ambasadorowie.

### ERDM w Polsce
Europejski Rok Dialogu Międzykulturowego w Polsce zainaugurowano 14 marca 2008. Instytucją odpowiedzialną za koordynację Roku w Polsce Narodowe Centrum Kultury (NCK), a jego mottem w Polsce są słowa ks. prof. Józefa Tischnera: „Dialog to budowanie wzajemności”. Podczas krajowego naboru wniosków wybrano 13 projektów najlepiej odzwierciedlających założenia ERDM, które zostaną zrealizowane przed końcem roku. Wśród nich znalazły się projekty przygotowane przez Centrum Kultury w Lublinie, Fundację Ochrony Dziedzictwa Żydowskiego w Polsce, Galerię Sztuki Współczesnej „Bunkier Sztuki”, Muzeum Podlaskie w Białymstoku, Centrum Edukacji Obywatelskiej, Fundację Pogranicze i in.
Polską identyfikację wizualną Roku zaprojektował Leon Tarasewicz, który jest jednocześnie jednym z krajowych ambasadorów ERDM.

### Ambasadorowie
Idee Roku wsparło swoim autorytetem wiele znanych i cenionych osób działających na rzecz dialogu międzykulturowego, związanych z kulturą, sztuką i nauką z całej Europy. 
Europejscy ambasadorowie zostali wybrani przez Komisję Europejską. Ambasadorowie krajowi, zostali wybrani przez narodowe instytucje koordynujące - w przypadku Polski przez NCK. Ich misją jest wspieranie promocji idei Roku podczas konferencji, spotkań i imprez kulturalnych.
Europejskimi Ambasadorami Roku Dialogu Międzykulturowego 2008 byli:
Agnieszka Holland, Radu Mihăileanu, Jean-Pierre i Luc Dardenne, Jack Martin Händler, Abd Al Malik, Jordi Savall, Charles Aznavour, Adam Michnik, Henning Mankell, Marjane Satrapi i Paulo Coelho.
W Polsce ambasadorami narodowymi byli:
prof. Leon Tarasewicz, Krzysztof Czyżewski, dr Piotr Cywiński oraz Janusz Witt.